# Кафедральний костел святого Франциска Ксаверія (Гродно)
Кафедральний костел святого Франциска Ксаверія (біл. Кафедральны касцёл Святога Францішка Ксаверыя, неофіційна назва Фарний костел, колишній костел єзуїтів — римо-католицький собор у місті Гродні (Білорусь), кафедральний собор Гродненської дієдеції, пам'ятник архітектури та декоративно-монументального мистецтва бароко та рококо.

## Історія

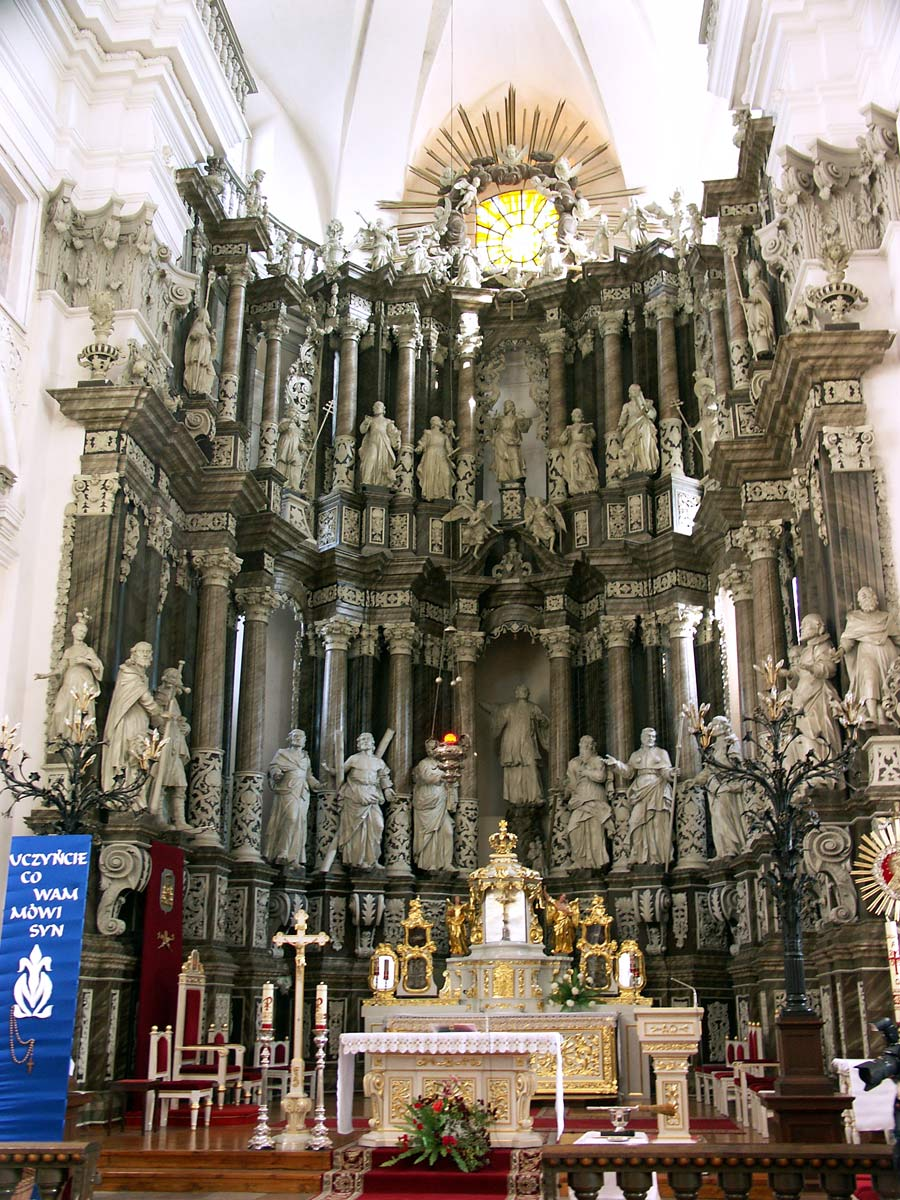
Головний вівтар

Комплекс колегіуму раніше займав один з кварталів біла Ринкової площі. Будівництво єзуїтської резиденції розпочалося після 1664 року при гродненському пробсті Ф. Д. Ісаковському, мурованого костелу — у 1678 році (фундатори Самуель і Констанція Лози). 6 грудня 1705 року костел був освячений іменем Франциска Ксаверія. У 1725 році на вежу-дзвіницю костелу перенесли годинник з вежі колегіуму. Монастир було закрито («скасовано») в 1773 році, тому костел вже в 1778 році став фарним (головним парафіальним), а інші будинки колегіуму перейшли до Комісії національної освіти, яка розмістила тут свої воєводські школи.
Первинний вигляд костелу можна відновити за картинами, які зберігаються в ньому. Костел орієнтований вівтарем на схід, головним фасадом повернутий до площі.

## Архітектура
Костел є трьохнавною купольною базилікою з трансептом, розмірами у плані 30х60 та висотою 65 м. У середині XVIII століття були перебудовані вежі та ліхтар над центральним куполом. Вежі набули складної барокової форми. Також у стилі бароко була змінена і архітектура фасаду в цілому — трьох'ярусний двохвежовий фасад поділений горизонтальними поясами антаблементів і карнизів, а по вертикалі — подвійними пілястрами складного профілю. Крім того фасад був оздоблений прямокутними та арковими нішами та прорізами із скульптурами. З боку півкруглої апсиди прибудовані дві каплиці, що закінчуються сферичними куполами. У строгих формах раннього бароко були виконані бокові фасади: прикрашені подвійними пілястрами, тонкими карнизними поясами, прорізані великими лучковими та арковими вирізами. З контракту про перебудову також відомо, що куполи костелу і раніше були обшиті бляхою.

## Інтер'єр
В інтер'єрі центральна нава відокремлена від бокових арками на опорних слупах. По периметрі центрального нефа над антаблементом зроблена галерея з балюстрадою. При вході знаходяться хори з органом. Фресковий розпис середини XVIII століття складається з 14 сюжетних композицій, розміщених в аркових нішах. Цикл розписів фризу присвячений Францискові Ксаверію; на склепіннях розміщені фігури чотирьох євангелістів. Єдиний ансамбль художнього оздоблення інтер'єру формує головний, вісім кулісних і три бокові вівтарі, проповідальниця.
Головний вівтар чотирьох'ярусний, з великою кількістю коринфського оздоблення колон і пілястр, розкрапований антаблементами, прикрашений тиражною різьбою, скульптурними зображеннями апостолів, євангелістів, був зроблений у 1736 році з тонованого під мармур дерева у стилі пізнього бароко. Під головним вівтарем у пресвітері овальне вікно повторює оформлення світлового вирізу над вівтарем собору Святого Петра у Римі. Аналогічно зкомпоновані кулісні вівтарі. Один з вівтарів південного нефу виконаний на початку XIX століття у стилі класицизму та техніці стуку. Проповідальниця виготовлена в середині XVIII століття у стилі рококо. Її підтримує консоль у вигляді раковини. Балдахін декорований скульптурами євангелістів, ангелів, амурів, позолоченою різьбою. Ремонти костелу (покриття даху, біління) проводилися у кінці XVIII, середині і кінці XIX, на початку XX століть. Під час пожежі 1885 року костел майже не був пошкоджений.
Влітку 2006 року у вівтарі костелу відбулася пожежа. Дві статуї у вівтарі були повністю знищені. Причиною пожежі, за офіційною версією, стала несправна електропроводка. На даний момент здійснюється збір пожертв на відновлення знищеної частини вівтаря. З 2009 року ведуться активні роботи з реконструкції згорілої частини вівтаря.

## Вежовий годинник
Вежовий годинник парафіального костелу — один з найдавніших годинників, що збереглися й функціонують на просторах колишнього СРСР.
Детальних відомостей про час створення годинника у письмових джерелах не збереглося, тому можна лише здогадуватися за характерними деталями механізму, іконографічних та архівних матеріалах, що годинник був створений у XVI столітті. Спочатку годинник знаходився на вежі міської ратуші на Ринковій площі (Радянська площа). Після того як ратуша під час окупації Гродна військами царя Олексія Михайловича у середині XVI століття була зруйнована, годинник був відновлений та встановлений на вежі єзуїтського дерев'яного колегіуму за кошти містян. Після зведення мурованого костелу святого Франциска Ксаверія годинник з колегіума був перенесений на вежу костела. В архівному документі, який датується 1725 роком, повідомляється: «Розлаштований та виведений з ладу через давність свою годинник в цьому році трьохмісячною працею був відновлений та поміщений на башті храму». Про ремонт годинника також згадується в документі 1743 року. Інвентарний опис від 24 січня 1798 року містить цінну інформацію і опис годинника: «В лівій башті є сходи до хорів та годинника, той годинник — залізний, великий, годинник і чверті з боєм, з гирями кам'яними на товстих мотузках, з чотирма циферблатами на чотирьох сторонах башти розміщеними, з стрілками до них, та механізмом для заведення цього годинника».
Архівні документи свідчать, що годинник справно функціонував протягом XIX століття. Під час Першої світової війни був вивезений у Німеччину годинниковий дзвін, а в 1920-х роках були демонтовані циферблати.
Годинник реставрували в 1940-і роки, 1980 і 1987–1988, 1993–1994 роках.